# Esportista letó de l'any
El guardó a l'esportista letó de l'any s'entrega anualment des de 2005, tant en categoria masculina com femenina.

## Quadre d'honor
| Any  | Esportista masculí de l'any | Esportista femenina de l'any | Estrella emergent de l'any | Premi a tota la carrera |
| ---- | --------------------------- | ---------------------------- | -------------------------- | ----------------------- |
| 2005 | Viktors Ščerbatihs          | Jeļena Prokopčuka            | Poļina Jeļizarova          | Valentīns Mazzālītis    |
| 2006 | Mārtiņš Rubenis             | Jeļena Prokopčuka            | Ernests Gulbis             | Jānis Kvēps             |
| 2007 | Viktors Ščerbatihs          | Jeļena Prokopčuka            | Aiga Grabuste              | Uļjana Semjonova        |
| 2008 | Māris Štrombergs            | Anete Jēkabsone-Žogota       | Sinta Ozoliņa              | Vilnis Baltiņš          |
| 2009 | Jānis Miņins                | Anete Jēkabsone-Žogota       | Anastasija Sevastova       | Jānis Lūsis             |
| 2010 | Martins Dukurs              | Ineta Radēviča               | Artjoms Rudņevs            | Gunārs Jākobsons        |
| 2011 | Martins Dukurs              | Ineta Radēviča               | Zigismunds Sirmais         | Jānis Serģis            |
| 2012 | Māris Štrombergs            | Ineta Radēviča               | Laura Ikauniece            | Valija Drauga           |
| 2013 | Martins Dukurs              | Anastasija Grigorjeva        | Zemgus Girgensons          | Imants Pļaviņš          |
| 2014 | Martins Dukurs              | Anastasija Grigorjeva        | Jeļena Ostapenko           | Miķelis Rubenis         |
| 2015 | Martins Dukurs              | Laura Ikauniece-Admidiņa     | Kristaps Porziņģis         | Jānis Siliņš            |
| 2016 | Kristaps Porziņģis          | Laura Ikauniece-Admidiņa     | Rebeka Koha                | Ainārs Eglons Leja      |

## Títols per esport
| Esport       | Esportistes | Títols |
| ------------ | ----------- | ------ |
| Atletisme    | 2           | 6      |
| Tobogan      | 1           | 4      |
| Halterofília | 1           | 2      |
| Bàsquet      | 1           | 2      |
| Ciclisme     | 1           | 2      |
| Lluita       | 1           | 2      |
| Luge         | 1           | 1      |
| Bob          | 1           | 1      |